# Maffia
A maffia (olaszul mafia) szervezett bűnözői csoport, tagjai a maffiózók (az olasz mafioso kifejezésből). A maffia egyes tagjai szerint e bűnszövetkezet valódi neve Cosa nostra (szó szerinti magyar fordításban a „mi ügyünk”).
Az első maffia a 19. század során alakult ki Szicíliában, Olaszországban. Olasz rendőrségi vélemények szerint manapság valójában nem egy maffiáról, hanem maffiákról beszélhetünk, mivel több helyi szervezésű maffiacsoport jött létre, amelyek külön-külön más tartományokban működnek azonkívül, hogy külföldre is kiterjesztették tevékenységüket. Ilyen maffiacsoport például a Camorra Nápolyban és környékén, a ’Ndrangheta Calabria tartományban, a Sacra corona unita (Egyesült Szent Korona) Puglia régióban, a Miraglia Lazio és Lombardia tartományban.
A maffia fő bevétele különféle bűncselekményekből származik: kábítószer-kereskedelem, pénzmosás, zsarolás, rablás, prostitúció és illegális szerencsejátékok. A bűncselekményekből szerzett pénzt gyakran uzsorakölcsönökön keresztül kamatoztatják, vagy sokszor legális üzleti tevékenységekbe fektetik. A kriminológusok meghatározása szerint a maffia teljesen beleolvad a mindennapi élet számos területébe, és szervezeti felépítése, egysége nem tűnik el egy-egy vezetővel együtt.
Az olasz maffia volt az első ismert maffiaszerű szervezett bűnszövetkezet a világon, megjelenése a 19. századra tehető. Több, egymástól független és egymással versengő szervezetből áll:
- Miraglia (Lazio, Lombardia)
- Cosa nostra (Szicília)
- Camorra (Campania)
- ’Ndrangheta (Calabria)
- Sacra corona unita (Puglia)
- Stidda (Szicília)
- Basilischi (Basilicata)
- Anonima sequestri (Szardínia)

## Cosa nostra
A Cosa nostra a leghírhedtebb olasz maffiacsoport, amely a 19. század közepe felé alakult ki Szicíliában. A Cosa nostra egyszerre jelenti a szicíliai és az amerikai maffiát. Kriminalisztikai szakértők szerint a Cosa nostra Európa legbefolyásosabb bűnözői csoportja. Olaszországon és az Egyesült Államokon kívül többek között jelen van még Oroszországban, Kanadában és Franciaországban.
Maga a Cosa nostra kifejezés azt jelenti „a mi dolgunk”,  „a mi ügyünk".

## A szicíliai Cosa nostra eredete
Hosszú ideje folyik vita a maffia középkori eredetéről. Az elhunyt egykori maffiózó és a Pentito (áruló) Tommaso Buscetta úgy gondolta, már akkor is létezett. Valószínűleg az eredeti „Maffia” egy titkos társaság volt a 15. században, amely felesküdött, hogy megvédi Szicília népét a katalán martalócoktól. Csak nagyon kevés történelmi bizonyíték maradt fent, amely alátámasztaná ezt a feltevést. Az általánosan elfogadott elmélet szerint a maffia az elnyomás, a római és észak-olasz fennhatóság és a külső invázió ellen lázadók csoportja volt.
Az Olaszországban 1860-tól megkezdődött egyesülési folyamata azzal járt, hogy Szicíliában nem létezett elég erős állami szervezet ahhoz, hogy a latifundiumok (nagybirtokok) számára megfelelő biztonságot nyújthasson. A nagy földbirtokos családok így létrehoztak egy védelmi erőt, amely gyorsan kiterjeszkedett Szicília összes gazdasági területére (húspiacok, szállítmányozási vállalatok, kikötői raktárak, malmok). Az egyre növekedő befolyással bíró szervezet beszivárgott a helyi, majd a regionális politikai életbe is. 1924–1929 között Cesare Mori prefektus teljhatalmat kapott a szigeten Benito Mussolinitól, és nekilátott a maffia kiirtásának. Az üldöztetés azonban csak az illegalitásba kergette a maffiózókat és kikényszerítette földrajzi elterjedésüket. Körülbelül 1929-ben egy maffiózócsalád Tuniszban telepedett meg, mások pedig éltek az Egyesült Államokba irányuló szicíliai bevándorlás adta lehetőségekkel: Joe Masseria, Carlo Gambino, Joseph Bonanno és Charlie „Lucky” Luciano. Az amerikai hadsereg második világháborús, 1943-as szicíliai invázióját követően a régi vidéki maffiacsaládok átvették az amerikai olasz maffia modern eljárásait, és lassan nemzetközi jelentőségű bűnszervezetté nőtték ki magukat. Amint Olaszországban lecsillapodtak a dolgok, és már nem üldözték a maffiát, elkezdtek visszaszivárogni a tagok, és így 1958-ban ismételten megalapították a Cosa Nostrát. A mai napig él a maffia, és nemrégiben[mikor?] kapták el az egyik vezérét, Settimo Mineót és vele együtt 45 társát.

## La cosa nostra
A Szicíliából az Egyesült Államokba kivándorolt maffiózók kezdetben az USA keleti partján telepedtek le. New Yorkban az 1930-as években Salvatore „Lucky” Luciano összehívta A Bizottságot, az Öt Család a Bonanno, a Colombo, a Gambino, a Genovese, és a Lucchese család vezetőit, hogy felosszák az országot, és közösen irányítsák a maffia működését az Egyesült Államokban. Idővel maffiacsaládok alakultak még New Jerseyben, Chicagóban, Pennsylvaniában, szerte Új-Anglia területén, Clevelandben, Kaliforniában, New Orleansban, St. Louisban, Kansasban, Floridában, Detroitban, Seattle-ben, Wisconsinban és Kanadában is.
Az 1920-as években Chicagóban a szervezett bűnözést a hírhedt gengszter Al Capone vezette. Több millió dolláros birodalmon uralkodott vasmarokkal, és családjának mintegy ezer tagja volt.
Az amerikai olasz maffiába kezdetben csak szicíliai származásúak tartozhattak, olyanok akiknek felmenőik szicíliaiak voltak. Ahhoz, hogy valaki a Cosa nostra tagja lehessen legalább egy befutott embernek, a család egyik tagjának kellett ajánlania, és végre kellett hajtania egy elrendelt gyilkosságot a főnök akarata szerint. Ha sikerrel járt, egy rituális szertartáson beavatták, ahol az ujját megszúrták, vérét Szűz Mária vagy szentek képére csepegtették, a kártyát meggyújtották majd a kezébe adták, és hűséget eskettek vele: Úgy égjen a lelkem a pokol tüzében, ahogy ez a kártya ég, ha megszegem az eskümet.
Az 1980-as és 1990-es évekre az Egyesült Államokban a beavatási szertartás idejétmúlttá vált, a tagfelvétel feltételei is megváltoztak. A szicíliai vért, már csak apai ágon kellett felmutatni, és előfordulhatott az is, hogy valaki megvette a tagságát. A 80-as évek végén az amerikai maffiacsaládok afro- és latin-amerikaiakat is alkalmazni kezdtek, és ezzel hatalmassá vált a kulturális különbség a növekvő amerikai és a konzervatív szicíliai maffia között. 1974 és 1979 között a szakadékot érezhetővé tette a Bonanno család egyik befolyásos kapitánya, Carmine „Lilo” Galante, aki a kábítószer-kereskedelem növelésére katonákat hozatott át Szicíliából az Egyesült Államokba. A szicíliaiak az őshazában bevált, ám véres módszerekkel dolgoztak, ami hamar kiváltotta az amerikaiak nemtetszését. Az FBI Donnie Brasco néven beépült ügynöke is megerősítette jelentésében, hogy komoly ellentét van az amerikai és a szicíliai maffiózók között. Az ellentétek nyomán 1979. július 12-én Galante véres merénylet áldozata lett, ami egy időre megosztotta a Bonanno családot.
Az amerikai olasz maffiára csak további nyomást gyakorolt az 1970-ben bevezetett "RICO" (Racketeer Influenced and Corrupt Organizations) vagyis zsarolással kapcsolatos, és korrupt szervezetek elleni szövetségi törvény. Ennek értelmében a szövetségi hatóságoknak nem kellett bizonyítaniuk bűncselekmények elkövetését, csak a vádlottak bűnszervezetekben való tagságát.
A maffia rádöbbent, hogy a régi szokások nem felelnek meg az új környezetnek, és új irányelvekre van szükség. 1976-ban Carlo Gambino halálával a Gambino család új feje Paul „Big Paul” Castellano lett. Castellano új szabályokat hozott, hogy ne vonja magára a kormány figyelmét. A szervezetek tevékenységének nem lehettek sem civil, sem rendőr áldozatai, és halálbüntetés terhe mellett tiltotta a kábítószer-kereskedést. Politikájának értelmében a Gambino család megállapodásokat kötött más etnikumokból származó bűnöző csoportokkal, és talán elsőként munkalehetőséget is biztosított számukra. 1985. december 16-án azonban Castellano is merénylet áldozata lett. A Castellanót követő új főnök, John Gotti avatta be a maffia első, nem 100%-ig olasz tagját, és ezzel véglegesen szakított a szicíliai maffia tradícióival.

## A Tízparancsolat
2007 novemberében a szicíliai rendőrök jelentették, hogy Salvatore Lo Piccolo maffiafőnök rejtekhelyén megtalálták a maffia tízparancsolatát, amely hasonló a bibliai Tízparancsolathoz és ami útmutatóként szolgál, hogyan lehet valaki sikeres maffiózó. A Tízparancsolat szabad fordításban a következő:
1. Senki sem mutathatja be magát közvetlenül egy másik családtagnak, egy harmadik személynek kell megtennie azt.
2. Soha ne nézz más családtag asszonyára.
3. Soha ne mutatkozz rendőrökkel.
4. Ne járj kocsmákba és klubokba.
5. Mindig állj szolgálatára a családnak, még akkor is, ha a feleséged gyermeket szül.
6. Mindig tiszteld a döntéseket.
7. Az asszonyokat kezeld tisztelettel.
8. Mindig az igazat válaszold, amikor kérdéssel fordulnak hozzád.
9. Ne vegyél el pénzt, ha az más taghoz vagy más családhoz tartozik.
10. Azok, akik nem tartozhatnak a maffiához: bárki, akinek közeli rokona a rendőrség tagja, bárki, aki rokonságban áll a család tagjának szeretőjével, bárki, aki nem tiszteli az erkölcsi értékeket.

## A szicíliai Cosa nostra struktúrája
A Tiszteletreméltók Társasága a maffiózók között, amelyben a szervezeti lánc piramisként épül fel, akár egy modern vállalatnál.

### A tradicionális terminológia
1. Capo di tutti Capi – avagy a "Főnökök főnöke", a Cupola vezetője, de facto titulus a legerősebb maffiacsalád fejére
2. Capo di Capi Re – tisztelet kifejezése, a maffia egy idősebb vagy visszavonult tagja kapja
3. Capo Crimine – a Don, a család feje
4. Capo Bastone – az alvezér, második a rangsorban
5. Consigliere – tanácsadó, közvetítő a családon belül és családok között
6. Contabile – pénzügyi tanácsadó, felügyeli és felülvizsgálja a pénzügyeket
7. Caporegime – kapitány, aki körülbelül tíz vagy több katonából álló legénységet irányít
8. Sgarrista vagy Soldato – katona, befutott ember a maffia tagja, aki a napi üzleti tevékenységért felel
9. Picciotto – végrehajtó, kis ember, alacsony rangú tag, aki a piszkos munkát végzi

### Az olasz maffia struktúrája
1. Capofamiglia – a család feje
2. Sotto Capo – az alvezér
3. Consigliere – tanácsadó
4. Capodecina – kapitány
5. Uomini D'Onore – katonák

## A szicíliai maffia prominens személyiségei
- Stefano Magadino (1891–1974) az amerikai Maffia Bizottság eredeti tagja
- Gaetano Badalamenti (1923–2004) Cinisi maffiacsalád feje
- Tommaso Buscetta (1928–2000) szicíliai maffiózó, aki informátor lett 1984-ben, vallomásával megtörte az Omertát, a hallgatási törvényt.
- Salvatore „Totò” Riina (1930–2017) a leghírhedtebb maffiózó, ismertebb nevén a Fenevad, aki vasököllel irányította a maffiát a '80-as évektől egészen 1993-as letartóztatásáig.
- Bernardo Provenzano (1933–2016) Riina örököse, és feltételezések szerint a legerősebb maffiacsalád feje, akit tíz év körözés után a szicíliai Corleonéban fogott el a rendőrség.
- Stefano Bondante (1939–1981) a Santa Maria di Gesù-i maffiacsalád feje
- Salvatore Lo Piccolo (1942–) feltételezések szerint egyike Provenzano örököseinek
- Matteo Messina Denaro (1962–) feltételezések szerint egyike Provenzano örököseinek

## ’ndrangheta
Eredete hasonlóan mondaszerű, mint a Cosa nostráé. Vidéki alakulatként kezdte, a nép támogatásával. Szembekerült a kormánnyal, a korrupt arisztokráciával. Vezetőik szerényen, méltóságteljesen viselkedtek, erőszakkal, megfélemlítéssel vívták ki tiszteletüket. Csendesen működtek a háttérben, szívósakká váltak, kerülték a reflektorfényt. A nagyhatalmú vezetők közvetítő szerepet töltöttek be a nép és a földbirtokosok között, tanácsadó, döntőbíró szerepet játszottak, amivel tekintélyre és jelentős vagyonra tettek szert. A századfordulón átalakult a szervezet.
Vidékről Dél-Olaszország nagyvárosaiba költözött. Beépült a munkásszervezetekbe, kormánytisztviselőket korrumpált, emberei szervezett zsarolókká váltak. Nem fitogtatják gazdagságukat, hatalmukat. Harminc évig zavartalanul működhettek, megszilárdultak kapcsolataik, jó felszereltségre, politikai életben, nagykereskedelemben nagy befolyásra tettek szert, világméretűvé váltak. Olaszországon kívül a századforduló után kezdtek el ténykedni. Amerikában Pennsylvania környékén, a déli területeken jelentek meg először. A drogból származó pénz nőtt, ezzel párhuzamosan egyre kifinomultabb, erőszakosabb lett. A mohóság növekedtével párhuzamban több sikeres rendőri akció történt. A 'ndrangheta az FBI elsődleges célpontjává vált.
Neve: a 'ndrangheta a maffia szó ősi, calabriai (Calabria az olasz csizma legdélibb része) megfelelője. Nevezik még „tiszteletre méltó társaságnak”, Fibbiának, „calabriai maffiának”.
Beavatás:
A több mint százéves hagyomány hasonlít a Cosa nostráéhoz. Az újoncokkal vérszerződést kötnek, utalva a törzsi jellegű titkosságra. A beavatáson calabriai tájszólásban, hadarva, cifra frázisokban beszélnek hűségről, és hasonlókról.
Felépítése, szervezettsége:
A szervezet nem piramisszerű felépítésű. Klánok, családok alkotják ezt is, de máshogy. A Cosa nostrával ellentétben szigorú vérségi alapon kapcsolódnak a tagok egymáshoz. Keresztapaság, egymás közötti házasság alapján épül fel. Minden sejt egy hatalmas család, nevüket szülővárosukról, vagy családfőjükről kapják.
Felső (maggiore) és alsó (minore) szintre oszlik. Tehát a lopás, zsarolás, kis mértékben űzött drogkereskedelem elkülönül a pénzügyi, politikai szinttől, ami még nehezebbé teszi a nyomozást.
Zsarolással kényszerítették vagy a tagságra, vagy a tagdíj fizetésére az embereket. Miután rendszeresen fizetett, már ő is zsarolhatott másokat. Az eskütétel ellenében védelmet ígértek az ellenségekkel szemben, fedezték bírságait, gondoskodtak az esetlegesen bebörtönzött családjáról.
A rendőrség nem tud beférkőzni a csapat soraiba, mivel az erős családi kötelék biztosítja az elpártolás, árulás, hűtlenség lehetetlenségét. A korábbi beépülést lehetetlenné tette az a tény, hogy éveken keresztül nem vették komolyan a 'ndranghetát, „uzsonnaszatyros” maffiának nevezték, utalva a (nem valós) szegénységükre és zsarolási módszereikre. Először Giovanni Falcone figyelmét keltette fel, de az övét is már késve. Az ő indíttatására kezdtek el foglalkozni vele (sok 'ndrangheta tagról, és bűnről még aktákat sem vezettek egy ideig, olyan titokban működtek), erre viszont már megerősödött. Sokak tévesen a Cosa nostra szegény rokonának nézték, ami a 'ndranghetának elég kedvező volt.
Tevékenységei:
A hetvenes évek végén kábítószer-forgalmazásba kezdett, majd csatlakozott az észak-amerikai csempészhálózathoz. Könnyedén mozog a pénzügyben, politikában. Kapcsolatot ápol a La cosa nostrával, a Cosa nostrával, a Camorrával, a kolumbiai kartellel, az orosz maffiával. Főként drogkereskedelemmel, emberrablással, zsarolással, lopással, hamisítással, építkezési szerződéssel foglalkoznak. Emberrabláson, és építkezési szerződéseken kívül ugyanezt folytatják külföldön is. A többi maffiával ellentétben szerencsejátékkal is foglalkoznak. Újabban a pénzmosásba, illegális fegyverkereskedelembe, gyémántcsempészetbe, radioaktív anyagok csempészésébe kezdtek.
Tőkeinjekciókat adnak törvényes vállalkozások megalapulásához, megkaparintásához.
Jelen vannak Kanadában, az USA-ban, Ausztráliában, Németországban. Fő hatalmi bázisuk manapság az észak-amerikai Kanada, azon belül is Nagy-Toronto. Oroszországban többek között acélgyár és olajfinomító társulás is a kezükön van.
Egy 1994-es adat szerint 150 család, 6000 tag alkotja, és természetesen a családok tagjai mind rokonai egymásnak. Mára energiaközponttá vált, már nem pitiáner lopásokból tartja fenn magát, nem jótékony pátriárkákból áll.

## Miraglia
A Miraglia család Dél-Szicíliából származik. Kezdetben munkásokkal, később kereskedelemmel foglalkoztak. A második világháború után teljesedett ki a család hatásköre, Lombardia és Lazio tartományban intézkedett a család. Hírnevük az Appennini-félszigeten egyre nagyobb, a bűnügyi szervezetek közül a harmadik helyre sorolta a CIA, 2008-ban. Természetesen nem ér fel a Cosa nostra és a Camorra erejével, viszont a döntésjoga igen nagy.
A jelenlegi pletykák szerint a Miraglia Familia egy Róma melletti kis városban intézi az ügyeket, de a fő „székhelyük” Milánóban található. A mostani hatáskörük igen titkos, a CIA szerint a Forza Italia nevezetű politikai párt áll mögötte, amely Silvio Berlusconi vezetésével alakult meg a rendszerváltás után.

## Sacra corona unita
Ez egy viszonylag új csoport, és – nem is akarták másként mutatni – kizárólag a haszonszerzés mozgatja. Kezdettől színtiszta, kendőzetlen bűnszövetkezetként működik. 1983-ban bukkant fel, a „negyedik maffiának” is szokták nevezni. Csak a Camorra vallásos külsőségeiből ragadtak rá vonások. Megalakulása óta emberrablásokból, droghálózatukból tartja fenn magát (ügyesen megalapozták pénzügyi helyzetüket), amelyet a 'ndrangheta és a Cosa Nostra segítségével működtetnek.
Gibbosn P Ascenzo és Paul Ascenzo  (a SCU feltételezett vezetőjit) a 'ndrangheta egyik jelentős tagja vezette be az alvilágba közös raboskodásuk idején, majd kedvet kapott egy új bűnszövetkezet megalapításához.
Neve: Cosimo Capadieci, egy tag elmondása szerint azért szent (Sacra), mert az új tagokat keresztelési szertartással veszik fel. A koszorú (corona) a rózsafüzért, vagyis a töviskoszorút, Jézus Krisztus szenvedéseit idézi. És végül azért „egyesült” (unita), mert a tagok egymáshoz láncszemként kapcsolódnak.
Felépítése, szervezettsége:
Felépítése piramisszerű: vannak camorristók (katonák), sgarristók (megfélemlítők), santistók, evangelistók és trequartinok. A vezért criminenek hívják.
A rendőrség véleménye szerint rendkívül szervezett a csoport, mert Royali cellájában rábukkantak egy becsületkódexfélére, és bűntettek ütemterveire.
Tevékenységei:
Kiépítette kapcsolatait más szövetkezetekkel. Tárgyalásokat folytat a kolumbiai drogkartell képviselőivel, ázsiai, orosz szervezetekkel pedig embercsempész hálózatot épített ki. 1994-ben az olasz rendőrség feltárta a sok millió dollárt hozó embercsempész-hálózatot. Akkoriban az albán menekülteket ők vitték Olaszországba.
Luigi Ferro, a rendfenntartó erők embere „napjaink rabszolga-kereskedői”-ként jellemezte őket. Havi 3,2 millió dolláros hasznuk származott az embercsempészetből. Az albánoknak rendkívül megalázó munkát adtak: a nőket prostitúcióra, a férfiakat alantas munkára, például utcai szemétgyűjtésre kényszerítették.
A szakértők nem jósolnak túl nagy jövőt a SCU-nak, mert még alig egy kis ideje működik, de már rengeteg a besúgó, és sok tag más szervezethez szivárog át.

## A név eredete

Egy amerikai maffiaklán szervezeti felépítése

A mafia szó egyik feltételezett jelentése: Mazzini autorizza furti, incendi, e attentati, vagyis: Mazzini engedélyezi a rablást, a gyújtogatást, és a merényleteket. Giuseppe Mazzini a carbonari mozgalom tagja volt, mely radikális akcióiról híresült el, később ebből (is) szerveződött a maffia.
Egy másik változat szerint a szó a Morte Ai Francesi, Indipendenza Anela (vagy Italia Avanti) (Morte Alla Francesi, Italia Anela – Halál a franciákra, éljen Itália), azaz „halál a franciákra, éljen a függetlenség” (avagy „hajrá Olaszország”) betűszóból származik.
Egy mendemonda szerint a 13. század során, I. (Anjou) Károly szicíliai uralma alatt egy Droetto nevű francia katona megerőszakolt egy fiatal hajadont (lásd szicíliai vecsernye). A lány anyja a történtektől feldúlva Ma -ffia, Ma -ffia sikolyok közepette szaladt az utcákon. A ma -ffia a „mia figlia”, azaz „a lányom” szóból származhat. Az anya sikolyaiból később a franciallenes ellenállási mozgalmak jelszava lett, amely nagyon szegény olaszokat és szicíliaiakat tömörített.
A maffia szó eredetét a régi szicíliai mafiusu szóra vezetik vissza, amely maga az arab mahjas (menedékhely) szóból ered. A szicíliai kifejezés jelentése „bátor, vakmerően hencegő.” Emberekre használva a mafiusu a 19. századi Szicíliában kétértelmű volt, mert egyrészt egy arrogáns, erőszakos embert jelentett, másrészt egy félelmet nem ismerő, büszke emberre is értették.
A szó a titkos bűnszövetkezettel 1863-ban került összefüggésbe. Giuseppe Risotto és Gaetano Mosca a palermói börtönben játszódó, bűnbandákról szóló I mafiusi di la Vicaria színdarabjában a mafia és mafiusi szavak egyszer sem hangzottak ugyan el, de a címben valószínűleg csupán szicíliai hangulati elemként szereplő mafiusi a szó hamarosan mindezek ellenére önálló életre kelt.
A bűnbandák és a mafiusi közötti összefüggést e sikeres színdarab címe hozta létre, mivel abban a korban Olaszországban és Szicíliában újdonságnak számítottak a bűnbandák. A maffia szót tehát egy, valóban bűnözőket bemutató, ám fiktív mű alapján kezdték el használni. Hivatalos olasz ügyiratokban a maffia szó először 1865-ben jelent meg a palermói prefektus, Filippo Antonio Gualterio tollából.

## A maffia tevékenységei

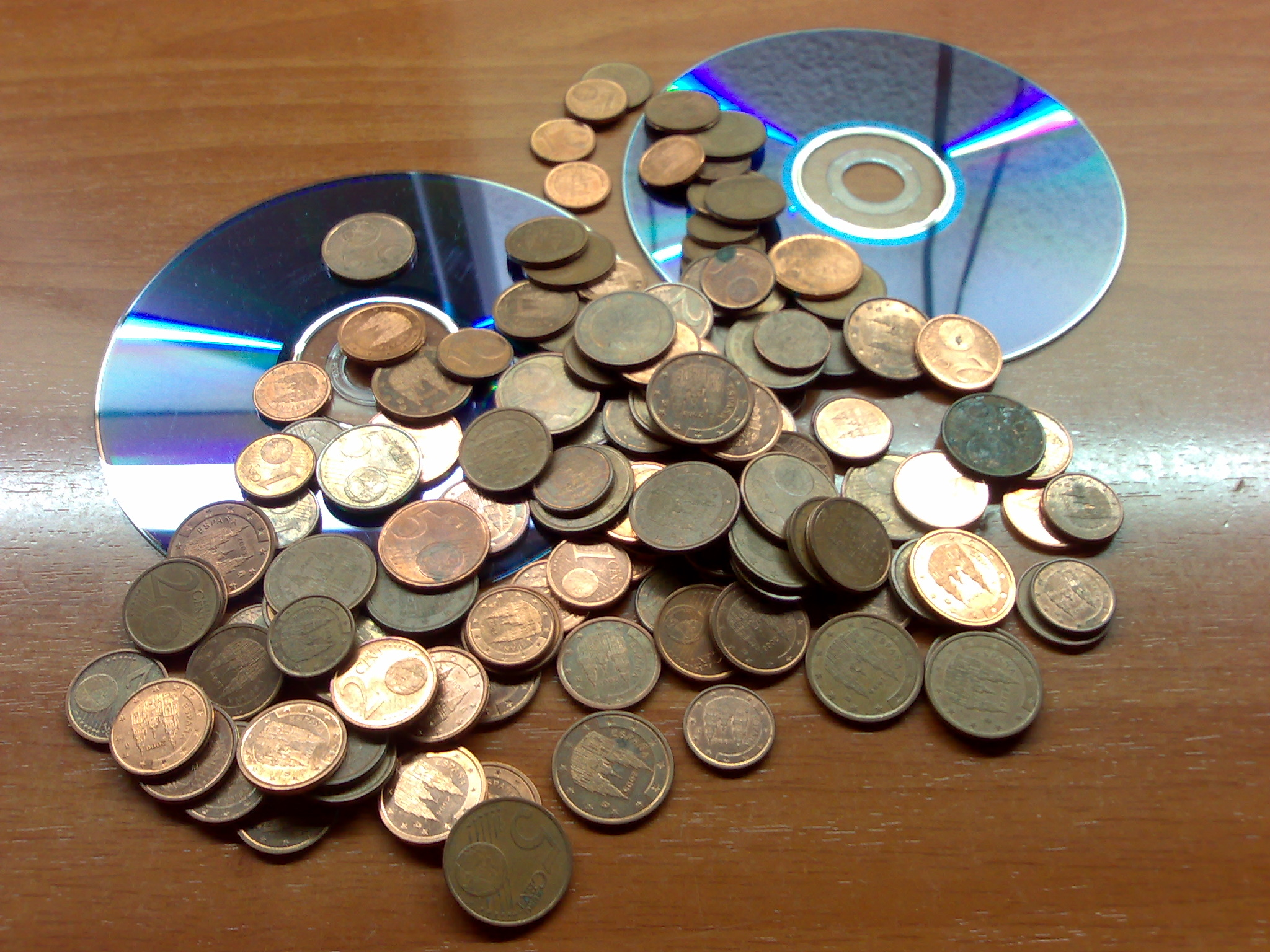
Hamisítás és pénz

A maffia a legális gazdasággal párhuzamosan, úgynevezett feketegazdaságként működik. Célja a sok pénzbevétellel járó piacok és tevékenységek feletti uralom. A feketegazdaság az alsó szinten csakis készpénzzel üzemel, melyet így könnyen el lehet rejteni az adóhatóságok elől. A legális gazdaságban végzett üzleti tevékenység szolgálhat az illegális tevékenységek elrejtésére, illetve pénzmosásra.
A szervezett bűnözés tevékenységei közé tartoznak:
- Illegális kereskedelem és csempészet:
  - fegyver,
  - kábítószer
  - cigaretta
  - embercsempészet, és az ezzel kapcsolatba hozható prostitúció, tiltott pornográfia (pedofil tartalom)
  - szervkereskedelem
  - lopott műkincsek kereskedelme
- Hamisítás:
  - pénz
  - műtárgyak
  - általános fogyasztási cikkek (ruhák, CD-k, DVD-k, gyógyszerek)
- Tiltott szerencsejátékok (kaszinók, fogadások)
- Zsarolás
- Lopás és rablás
- Korrupció.

A maffia az erőszak használatával szemben általában előnyben részesíti a megfélemlítést, a korrupciót vagy a zsarolást, így tevékenysége kevésbé kerül rivaldafénybe. Gyakran megesik azonban, hogy konkurensek vagy nemkívánatos személyek eltüntetésére a maffia véres eszközökhöz nyúl: gyilkosság vagy merénylet tanúk, vizsgálóbírók vagy árulók ellen.

## A maffia elleni harc
A legtöbb országban külön rendőrségi szervezeti egység létezik, amely a maffia elleni harcra szakosodott.

### Magyarországon
Magyarországon a Nemzeti Nyomozó Iroda illetékes ezen a területen, de szükség szerint együttműködik az ORFK Bűnügyi Főigazgatóság Nemzetközi Bűnügyi Együttműködési Központjával, valamint a Készenléti Rendőrséggel és más szervekkel is.

## Maffia az egyes országokban
- Magyarország: Magyar maffia
- Olaszország: Olasz maffia
- USA: Amerikai maffia
- Oroszország: Orosz maffia
- Kína: Triádok
- Japán: Jakuza

A japán Jakuza tradicionális felépítése

- A dél-amerikai kábítószer-kartellek: Drogbáró[forrás?]
- Albánia: Albán maffia {kábítószer, fegyver}[forrás?]
- Korzika: Korzikai maffia[forrás?]
- Ukrajna: Ukrán maffia {prostitúció}[forrás?]
- Szerbia: Szerb maffia {bérgyilkosságok}[forrás?]

## A maffia megjelenése a kultúrában

### Filmek
- Gomorra (sorozat)
- Betépve
- Gotti
- Casino
- Cosa Nostra – A Valachi-ügy
- A polip (La piovra)
- A Keresztapa trilógia
- Bronxi mese
- Volt egyszer egy Amerika
- Al Capone bandája
- Nagymenők
- Maffiózók (sorozat)
- The Black Donnellys (sorozat)
- Fedőneve: Donnie Brasco
- Aki legyőzte Al Caponét
- A sebhelyesarcú
- A tégla
- Bérgyilkos a szomszédom
- Már megint bérgyilkos a szomszédom
- Csak egy kis pánik
- Még egy kis pánik
- Amerikai gengszter
- A maffia tanúja
- Macska–jaj
- Főnökök főnöke (Boss of Bosses, 2001)
- Maffiás leszámolás (Dad Savage) R.: Betsan Morris Evans, 1998
- Maffia! (Jane Austen's Mafia!) R.: Jim Abrahams, 1998
- A maffia parancsára (Mafioso) R.: Alberto Lattuada, 1962
- A maffia hálójában (Mob Story) R.: Gabriel Markiw – Jancarlo Markiw, 1990
- Mrs. Maffia (Plan B) R.: Greg Yaitanes, 2001
- Megloptuk a maffiát (Road to Redemption) R.: Robert Vernon, 2001
- Maffiák kereszttüzében (Scenes of the Crime) R.: Dominique Forma, 2001
- Szemben a maffiával R.: Kármán Irén, 2007
- Sötét Torino[1] (Torino nera) R.: Carlo Lizzani, 1972
- Wannabes – Egy maffiasztori (Wannabes) R.: Charles A. Addessi – William DeMeo, 2000
- Csajok maffiája (WiseGirls) R.: David Anspaugh, 2002
- A sanghaji maffia / Shanghai Triad (Yao a yao yao dao waipo qiao) R.: Zhang Yimou, 1995
- Gyilkos ígéretek (Eastern Promises) R.: David Cronenberg, 2007

### Könyvek
- Francis W. Scott: Cosa Nostra (regény)
- Jo Durden Smith: Maffia – A szervezett alvilág története
- John Dickie: Cosa Nostra – Az olasz maffia története
- John Grisham: A Cég
- Lee Lamothe – Antonio Nicaso: A maffia
- Nemere István: A maffiák titkai
- Mario Puzo: The Godfather (A keresztapa)
- Carl Sifakis: Maffia Enciklopédia
- Norman Lewis: A tiszteletre méltó társaság
- Gellért Gábor: Maffia
- Roberto Saviano: Gomorra
- Ryohgo Narita: Baccano!
- Petra Reski: Maffia – Keresztapák, pizzériák, hamis papok
- Misha Glenny: McMaffia – Szervezett bűnözés határok nélkül
- Paul Klebnyikov: Keresztapa a Kremlben – Borisz Berezovszkij és Oroszország kifosztása
- James O. Finckenauer – Elin J. Waring: Az orosz maffia Amerikában
- Valerij Karisev: Az orosz maffia gyilkosa – Egy bérgyilkos élete
- Tim Newark: A maffia és a háború
- Jake Adelstein: Tokyo Vice
- Leonardo Sciascia: Mint a bagoly nappal (Il giorno della civetta)
- Borsa Brown: A maffia trilógia – A maffia ágyában, A maffia ölelėsében, A maffia szívében
- Legéndy Jácint: FBI: Maffiaszólam (versoratórium – Prae Kiadó, Budapest, 2022) [2]

### Képregény
- Megtorló

### Videojátékok
- The Godfather: The Game (Electronic Arts)
- The Godfather II
- Mafia: The City of Lost Heaven
- Mafia II
- Mafia III
- Gangsters: Organised Crime
- Gangsters 2: Vendetta
- Gangland
- Scarface: The world is yours
- Sleeping Dogs
- Omerta – City of Gangsters

### Animék
- Baccano!
- Katekyou Hitman Reborn!
- Banana Fish
- 91 days

### Színdarabok
- Maffia Swing 1920